# Лиманська Друга сільська рада (Решетилівський район)
Лиманська Друга сільська рада — адміністративно-територіальна одиниця у Решетилівському районі Полтавської області з центром у c. Лиман Другий.
Населення — 885 осіб.

## Населені пункти
Сільраді були підпорядковані населені пункти:
- c. Лиман Другий
- с. Братешки
- с. Дем'янці
- с. Коліньки
- с. Потеряйки-Горові
- с. Шишацьке